# Jastrabá
Jastrabá je obec na Slovensku v okrese Žiar nad Hronom vzdálená 12 km jihovýchodně od Kremnice. Leží v jižní části Kremnických vrchů, které byly vytvořeny sopečnou činností. Rozloha obce je 10,82 km². Žije zde 562 obyvatel.
První písemná zmínka o obci pochází z roku 1487, kde je obec uváděna pod názvem Iztrebe.